# Неолитни жилища (Стара Загора)
Музей „Неолитни жилища“ е създаден през 1979 г. В него може да се видят 2 жилища от новокаменната епоха на територията на Стара Загора. Той е един от Стоте национални туристически обекта.
Представляват къща на два етажа с комин и три отделни помещения с дължина 10 m, широчина 5,60 m и височина минимум 7 m. Изградени са от дървени колове, преплети с по-тънки пръти, измазани със смес от глина и слама и покрив от слама и шума. Всяко от помещенията е разполагало със собствено огнище и спалня.
В сградата на музея са представени останките на двете жилища заедно с техния пълен инвентар – пещи за изпичане на хляб, ръчни мелници за стриване на зърно, керамични съдове и др. В музея е изложена постоянна експозиция „Праисторическото изкуство в Старозагорско“. Според специалисти от Регионален исторически музей-Стара Загора  жилищата са от VI хилядолетие пр.н.е. и са най-добре запазените и с най-богат инвентар в Европа.
По време на разкопките на селищната могила са открити 1826 експоната. Открити са домакински съдове, маси, лъжици, игли, копия, ножове, точила, ечемик, леща и пшеница, ръчни мелници, тесли, сърпове от рог на коза и пещи за печене на храна. Намерени са още и керамични фигури и съдове, мраморни човешки фигури, от които и най-древната мраморна фигура по българските земи – женска фигура с масивна долна част, което свидетелства за култ към Богинята-майка и плодородието. Някои от откритите идоли са изобразени с вдигнати нагоре ръце, което е характерна молитвена поза при култа към Слънцето.
Намерени са ръчно боядисани фигури във формата на лале и водна лилия, фигури на животни като котки, таралежи и язовци, религиозни скулптури, ритон, бижута от морски черупки, както и 33-сантиметров ръчно украсен музикален инструмент тарамбука. Сред сложните рисунки на тази най-древна тарамбука в Европа се открояват и знаците на ин-ян. Изключително интересна находка е и глинена фигура с човешка глава и тяло на животно, оприличена на сфинкс. Сфинксът е много по-малък от големия сфинкс в Гиза, но е много по-древен от него – на над 7000 години. Неолитните жилища са се запазили непокътнати с цялата покъщнина по този начин, по който хората са ги оставили някога преди над 8000 години.
В експозицията са представени 333 експоната от целия Старозагорски регион. Сред по-интересните съдове са:
- Керамичен съд – лале, рисуван с бяла боя (Ранен неолит – VI хил. пр. Хр.);
- Керамична тарамбука с графитна украса (Ранен халколит – V хил. пр. Хр.);
- Мраморна антропоморфна фигурка (Ранен неолит – VI хил. пр. Хр.);
- Керамичен антропоморфен съд (Късен неолит – VI хил. пр. Хр.);
- Мраморна антропоморфна фигурка (Късен халколит – V хил. пр. Хр.);
- Керамичен антропоморфен съд с моделирани две човешки тела – мъжко и женско (Късен халколит – 5 хил. пр. Хр.)